# Убыточность
Убы́точность — важнейший экономический показатель, характеризующий деятельность страховщика (страховой компании). Определяется как отношение суммы оплаченных убытков, произошедших в отчетном периоде, (выплаченных страховых возмещений) и суммы страховых резервов по заявленным, но ещё неурегулированным убыткам к сумме заработанной брутто-премии за определённый период (заработанная страховая премия — часть уплаченной страховой премии, относящаяся к анализируемому периоду).
Даже если убыточность не превышает 100 %, это может означать, что страховая компания работает с убытком, поскольку при расчете убыточности не учитываются расходы на ведение дела, которые составляют значительную часть премии. С другой стороны, наличие убыточности у страховой компании совсем не обязательно означает то, что она получает убытки. Другие экономические показатели страховых операций — loss ratio и combined ratio, а также коэффициент выплат или уровень выплат (процентное отношение всех выплаченных возмещений ко всем подписанным страховым премиям в определенном интервале времени).